# Сусанна Мялккі
Сусанна Мялккі (фін. Susanna Mälkki; нар. 13 березня 1969, Гельсінкі, Фінляндія) — фінська диригентка та віолончелістка, нагороджена найвищою нагородою країни для митців — медаллю Pro Finlandia (2011).

## Біографія
Народилася 13 березня 1969 року в Гельсінкі.
Навчалася грі на віолончелі в Академії Сібеліуса, потім у Лондонській королівській академії музики та у Стокгольмі.
З 1995 року була першою віолончеллю Гетеборзького симфонічного оркестру, а в 1998 році брала участь у семінарі диригентів Академії Сібеліуса в Карнегі-холі (Нью-Йорк), яким керував Еса-Пекка Салонен. Надалі виступала лише як диригентка.
З 2002 до 2005 року була музичною керівницею Ставангерського симфонічного оркестру. У серпні 2004 року вперше диригувала на фестивалі в Люцерні оркестром Ensemble Intercontemporain (EIC), який створив у 1976 році П'єр Булез, виконала твори Харрісона Бертуїстла.
З 2006 до 2013 року була музичною керівницею EIC. У листопаді 2006 року диригувала симфонічним оркестром Нової Зеландії, у лютому 2007 року — симфонічним оркестром Сент-Луїса, у серпні 2010 року — Бостонським оркестром (Бетховен, Мендельсон. Працювала із найвідомішими оркестрами Європи, США, Японії.
1 вересня 2014 року обрана головною диригенткою Гельсінського симфонічного оркестру і з осені 2016 року змінила на цій посаді Юна Стургордса.
У квітні 2016 року була призначена головною гастролюючою диригенткою Лос-Анджелеського філармонічного оркестру та вступила на посаду восени 2017 року.

## Окремі роботи
У 1999 році диригувала в Гельсінкі фінською прем'єрою опери Томаса Адеса «Припудри їй обличчя», в 2004 році — оперою Каї Сааріаго «Кохання здалеку» в Національній опері Фінляндії, а в 2006 році — її оперою на фестивалі у Відні.
Записала кілька творів Стюарта Макрея, Велі-Матті Пуумали. У лютому 2011 року знову диригувала симфонічним оркестром Бостона, який вперше виконав у США віолончельний концерт Инсук Чін (2009, соліст — Альбан Герхардт).

## Нагороди
- 2011 — медаль Pro Finlandia.
- 2016 — найкращий диригент року за версією видання Musical America.[7]